# 万坪駅
万坪駅（マンピョンえき）は、大韓民国大邱広域市北区にある大邱交通公社（DTRO）3号線の駅である。駅番号は323。

## 駅構造
相対式ホーム2面2線の高架駅。
のりば
※のりば番号の設定は無し。
| 上り | ●大邱都市鉄道3号線 | 工団・八達・漆谷慶大病院方面 |
| 下り | ●大邱都市鉄道3号線 | 八達市場・院垈・龍池方面     |

## 駅周辺
- 西大邱高速バスターミナル
- 八達新市場
- Eマートトレーダーズ飛山店
- 大邱飛山7洞郵便局
- 西大邱初等学校
- 大邱三英初等学校
- 大邱銀行 八達路支店

## 歴史
- 2015年4月23日: 3号線の開業とともに開業。

## 隣の駅
大邱交通公社
●3号線
工団駅 (322) - 万坪駅 (323) - 八達市場駅 (324)